# 恩斯特·康斯坦丁 (黑森-菲利普斯塔爾)
恩斯特·康斯坦丁（德語：Ernst Konstantin，1771年8月8日—1849年12月25日），黑森-菲利普斯塔爾伯爵，1816年至1849年在位。

## 家庭
1796年，恩斯特·康斯坦丁與施瓦茨堡-魯多爾施塔特親王路德維希·腓特烈二世的妹妹路易絲（Luise）結婚，兩人共有三個兒子：
1. 斐迪南（1799年—1837年）
2. 卡爾（1803年—1868年）
3. 法蘭茲（1805年—1861年）